# Liste der Offshore-Windparks in Belgien
Die Windparks sind zunächst in betriebene, in Bau befindliche und geplante Windparks gegliedert. Anschließend sind die Windparks nach ihrem Fertigstellungsdatum und danach alphabetisch geordnet.
| Name                                | Leistung (MW)         | Windkraftanlagentyp (Leistung, Rotordurchmesser)                          | Anzahl WKAs    | Koordinaten                 | Status     | Inbetriebnahme | Quellen, Anmerkungen |
| ----------------------------------- | --------------------- | ------------------------------------------------------------------------- | -------------- | --------------------------- | ---------- | -------------- | -------------------- |
| Belwind (Bligh Bank Phase 1)        | 171                   | 55 × Vestas V90-3.0 (3,0 MW, 90 ) 1 × Alstom Haliade 150 (6,0 MW, 150 m)  | 56             | 51° 40′ 12″ N, 2° 48′ 7″ O  | in Betrieb | 2010           |                      |
| Thorntonbank (C-Power Phasen 1–3)   | 325,68                | 6 × REpower 5M (5,08 MW, 126,5 m) 48 × REpower 6.2M126 (6,15 MW, 126,5 m) | 54             | 51° 32′ 24″ N, 2° 56′ 24″ O | in Betrieb | 2009 2012 2013 |                      |
| Northwind                           | 216                   | Vestas V112-3.0 (3,0 MW, 112 m)                                           | 72             | 51° 37′ 0″ N, 2° 54′ 0″ O   | in Betrieb | 2014           |                      |
| Nobelwind (Bligh Bank Phase 2)      | 165                   | Vestas V112-3.3 (3,3 MW, 112 m)                                           | 50             | 51° 39′ 36″ N, 2° 49′ 12″ O | in Betrieb | 2017           |                      |
| Rentel                              | 308,7                 | Siemens SWT-7.0-154 (7,35 MW, 154 m)                                      | 42             | 51° 35′ 28″ N, 2° 56′ 38″ O | in Betrieb | 2019           |                      |
| Norther                             | 370                   | MHI Vestas V164-8.0 MW (8,4 MW, 164 m)                                    | 44             | 51° 31′ 37″ N, 3° 0′ 50″ O  | in Betrieb | 2019           |                      |
| Northwester 2                       | 218,5                 | MHI Vestas V164-9.5 MW (9,5 MW, 164 m)                                    | 23             | 51° 41′ 10″ N, 2° 45′ 25″ O | in Betrieb | 2020           |                      |
| Seamade (Zonen Mermaid und Seastar) | 487,2 (235,2 und 252) | Siemens Gamesa SG 8.0-167 DD (8,4 MW, 167 m)                              | 58 (28 und 30) | 51° 43′ 8″ N, 2° 44′ 20″ O  | in Betrieb | 2020           |                      |